# Eupanacra splendens
Espèce
Eupanacra splendens est une espèce de lépidoptères de la famille des Sphingidae, sous-famille des Macroglossinae, tribu des Macroglossini, sous-tribu des Macroglossina et du genre Eupanacra.

## Description
L'envergure varie autour de 50 mm. la face dorsale des aile ont antérieures et Verte à brun. Chacun avec trois têtes de flèches blanches à l'apex. Les ailes postérieures sont brun foncé, chacune étant traversée par une large bande orange.

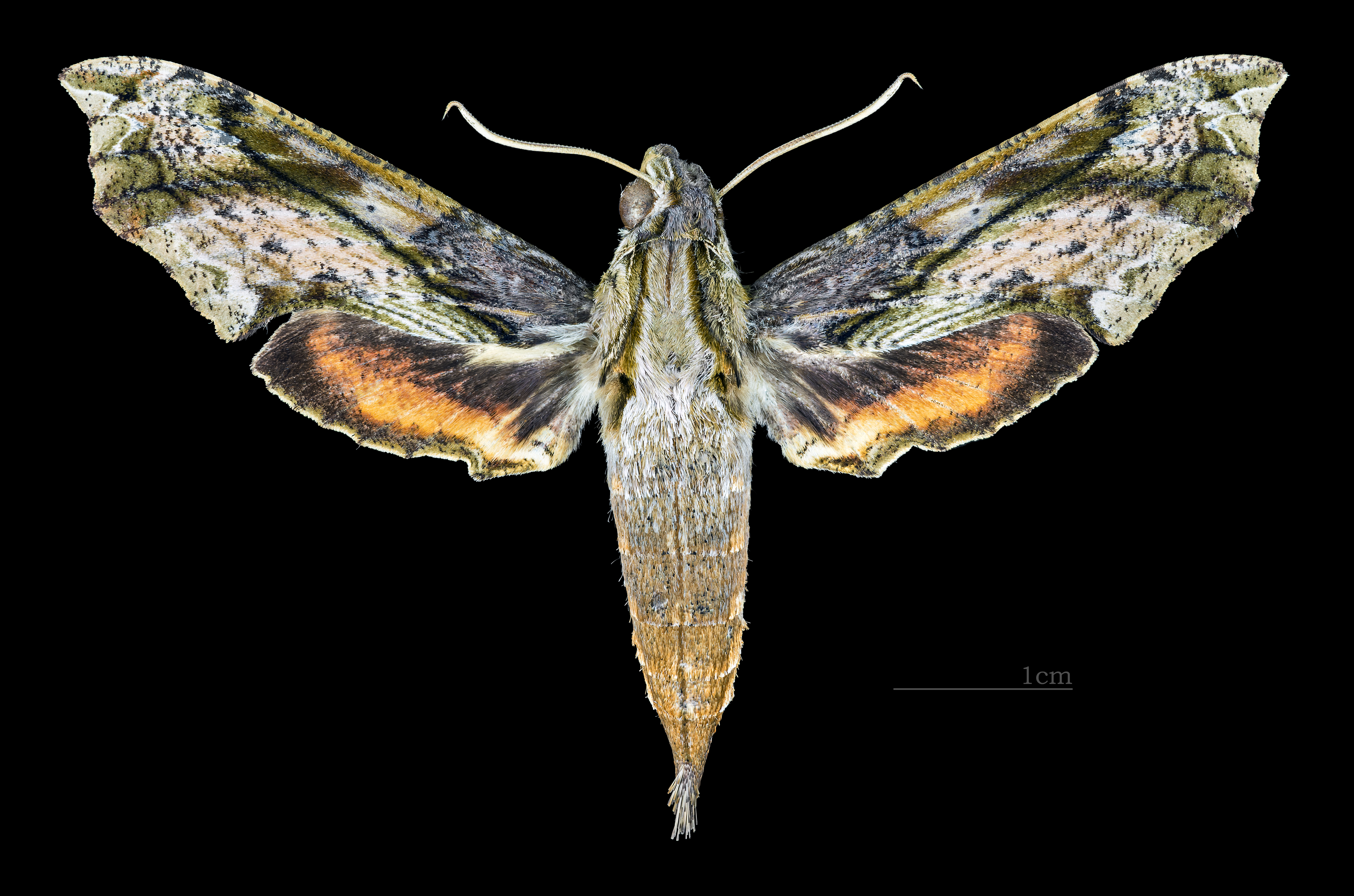
Face dorsale de la femelle (coll.MHNT)
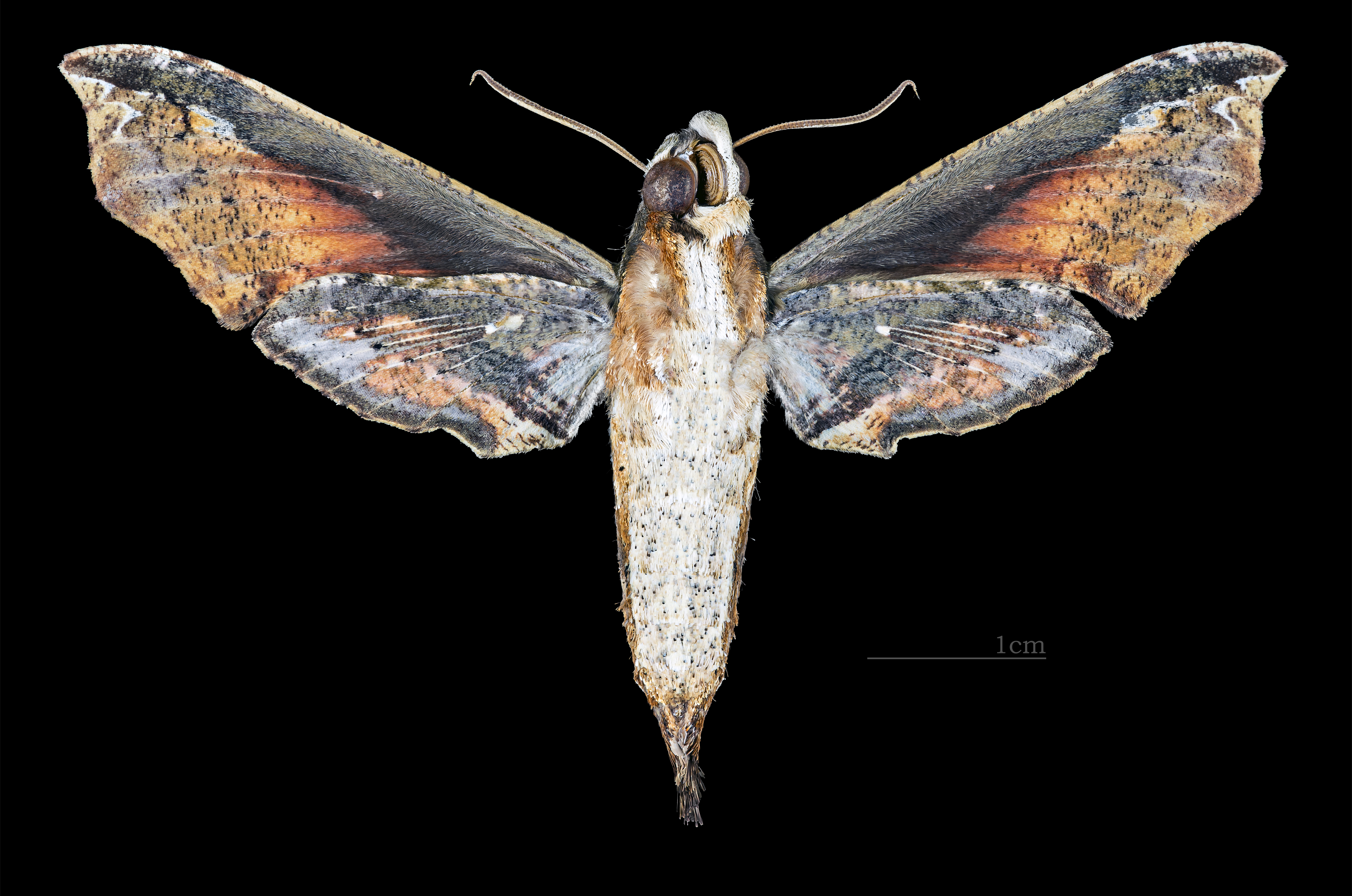
Face ventrale de la femelle (coll.MHNT)

## Répartition et habitat
Répartition
L'espèce est connue aux Moluques, en Papouasie-Nouvelle-Guinée, aux îles Salomon et du nord-est de l'Australie .

## Biologie
Les chenilles se nourrissent sur Epipremnum pinnatum. Elles ont des ocelles de chaque côté, avec ceux sur le premier segment abdominal qui sont plus grandes que les autres. La queue a une corne qui se termine par un point abrupt.

## Systématique
- L'espèce Eupanacra splendens a été décrite par l'entomologiste britannique Lionel Walter Rothschild en 1894, sous le nom initial de Angonyx splendens[2].
- La localité type est le Queensland en Australie.

### Synonymie
- Angonyx splendensRothschild, 1894 protonyme
- Panacra splendens Rothschild, 1894
- Panacra splendens salomonis Clark, 1920
- Panacra splendens paradoxa Gehlen, 1932

### Liste des sous-espèces
- Eupanacra splendens splendens (Moluques (Maluku, Buru, Ambon, Aru, Îles Kai), Papouasie-Nouvelle - Guinée, les Îles Salomon, nord-est de Australie)
- Eupanacra splendens burica Brechlin, 2014 (Indonesie)[3]
- Eupanacra splendens makira Brechlin, 2014 (Iles Salomon)
- Eupanacra splendens novobrittanica Brechlin, 2014 Nouvelle-Bretagne orientale en Papouasie-Nouvelle-Guinée
- Eupanacra splendens paradoxa (Gehlen, 1932) (Moluques)
- Eupanacra splendens salomonis (Clark 1920) (Iles Salomon)